# À l'approche de l'automne
Pour plus de détails, voir Fiche technique et Distribution.
À l'approche de l'automne (秋立ちぬ, Aki tachinu) est un film japonais réalisé par Mikio Naruse, sorti en 1960.

## Synopsis
Veuve, Shigeko quitte la région de Nagano avec son fils Hideo pour rejoindre Tokyo. Elle a en effet trouvé un travail dans un hôtel. Hideo loge dans la famille de son oncle, le frère de Shigeko. Shigeko l'abandonne, espérant refaire sa vie avec un client. Hideo s'est lié d'amitié avec Junko, la fille de la gérante de l'hôtel. Mais celle-ci déménage finalement, et le jeune garçon reste seul, désespérément seul avec pour unique compagnon son scarabée.

## Fiche technique
- Titre français : À l'approche de l'automne
- Titre original : 秋立ちぬ (Aki tachinu?)
- Réalisation : Mikio Naruse
- Scénario : Ryōzō Kasahara (ja)
- Photographie : Jun Yasumoto
- Montage : Eiji Ōi
- Décors : Tatsuo Kita
- Musique : Ichirō Saitō
- Producteur : Mikio Naruse
- Société de production : Tōhō
- Pays de production :  Japon
- Langue originale : japonais
- Format : noir et blanc - 2,35:1 - 35 mm - son mono
- Genre : drame
- Durée : 79 minutes (métrage : six bobines - 2 161 m[1])
- Dates de sortie : 
  - Japon : 1er octobre 1960[1]
  - France : 10 novembre 2021[2]

## Distribution
- Nobuko Otowa : Shigeko Fukatani
- Kenzaburō Osawa : Hideo, le fils de Shigeko
- Kamatari Fujiwara : Tsunekichi Yamada, l'oncle de Hideo
- Natsuko Kahara : Sakae, la femme de Tsunekichi
- Yōsuke Natsuki : Shotaro Yamada, le fils de Tsunekichi
- Hisako Hara : Harue, sa sœur
- Futaba Hitotsugi : Junko Mishima, l'amie de Hideo
- Murasaki Fujima : Naoyo, la mère de Junko
- Seizaburō Kawazu : Asao
- Daisuke Katō : Tomioka, le marchand de perles

## Commentaire
Le critique Enrique Seknadje écrit : « Naruse parvient à faire ressentir au spectateur l’infinie tristesse qui noie Hideo et Junko – êtres fragiles, en construction – sans aucune pesanteur dramatique, avec une grande retenue, un réalisme sincère, des références fines à l’actualité. À ce propos, notons, (...) que certaines scènes du film, et notamment celles où Hideo manifeste son désir de voir la mer et la voit effectivement avec Junko, puis seul, rappellent immanquablement ce chef-d’œuvre de la Nouvelle Vague qu’est Les 400 coups (1959) ».